# Половкова, Елена Трофимовна
Елена Трофимовна Половкова (род. 1924 год) — звеньевая колхоза имени Ворошилова Каменско-Днепровского района Запорожской области, Украинская ССР. Герой Социалистического Труда (1948).
В 1947 году полеводческое звено Елены Половковой собрало в среднем по 37,8 центнеров пшеницы с каждого гектара на участке площадью 11,8 гектаров. Указом Президиума Верховного Совета СССР от 16 февраля 1948 года «за получение высоких урожаев пшеницы, ржи, кукурузы и сахарной свеклы, при выполнении колхозом обязательных поставок и натуроплаты за работу МТС в 1947 году и обеспеченности семенами зерновых культур для весеннего сева 1948 года» удостоена звания Героя Социалистического Труда с вручением ордена Ленина и золотой медали «Серп и Молот».
В 1949 году за выдающиеся трудовые достижения была награждена Орденом Трудового Красного Знамени.
Награды
- Герой Социалистического Труда
- Орден Ленина
- Орден Трудового Красного Знамени (28.02.1949).